# Rhea Seehorn
Rhea Seehorn (Norfolk, 12 mei 1972) is een Amerikaanse actrice en regisseuse  die het meest bekend is van haar rol als Kim Wexler in de serie Better Call Saul. Van 2011 tot 2013 was zij een van de vaste spelers in de serie Whitney. Ook is zij bekend vanwege haar rol als Cheri Baldzikowski in de serie I'm With Her en Ellen Swatello in Franklin & Bash.
In 2025 sprak ze de stem in van Carole voor Win or Lose, een Pixar Animation Studios animatieserie op Disney+.
- Bibsys: 1533887390094
- Biblioteca Nacional de España: XX6006179
- Bibliothèque nationale de France: cb17018076h (data)
- Gemeinsame Normdatei: 120830626X
- International Standard Name Identifier: 0000 0004 5891 3849
- Library of Congress Control Number: no2016018159
- Nederlandse Thesaurus van Auteursnamen: 423602659
- Système universitaire de documentation: 191818771
- Virtual International Authority File: 3770145856946022920342
- WorldCat: E39PBJhCHbtcqmq34RyHcwwt8C